# Hernán Santa Cruz
Hernán Santa Cruz, né en 1906 à Ciempozuelos et mort en 1999 à Santiago, est un délégué chilien auprès des Nations unies, juge, avocat et l'un des premiers rédacteurs de la Déclaration universelle des droits de l'homme.

## Biographie
Hernán Santa Cruz est né à la gare de Ciempozuelos en 1906.
Il exerce son métier d'avocat jusqu'en 1947, année au cours de laquelle il a été nommé ambassadeur du Chili auprès des Nations unies. La même année, il a suggéré de créer la Commission économique pour l'Amérique latine et les Caraïbes pour favoriser le développement de la région. Après avoir contribué à la rédaction de la Déclaration universelle des droits de l'homme, Santa Cruz a travaillé dans plusieurs organes des Nations unies et publié des livres sur la discrimination et les minorités.
Il devient conférencier sur la procédure pénale et militaire avant sa nomination en tant que juge à la Cour militaire supérieure du Chili. Son rôle aux Nations unies, en tant que délégué de la Troisième Commission et de la Commission des droits de l'homme, était formateur.
Il meurt à Santiago en 1999.

## Contributions aux droits humains
Selon Susan Waltz, bien que Cruz "ne représentait aucun poste de responsabilité...", ses contributions politiques et substantielles étaient telles que son co-rédacteur, John Peters Humphrey et l'auteur Johannes Morsink, ont plus tard souligné le rôle important que Santa Cruz a joué. Celui-ci transforme la valeur inspirationelle et la vision de la Déclaration d'une « philosophie des Lumières du XVIIIe siècle » à des « droits socio-économiques ».
Selon les Nations unies, en plus de son travail sur la déclaration, Cruz s'implique activement dans la création de la Commission économique des Nations unies pour l'Amérique latine et les Caraïbes.
En l'honneur de son travail pour la création de la CEPALC et de son travail d'élaboration de la Déclaration universelle des droits de l'homme, la bibliothèque du bâtiment de la CEPALC à Santiago porte son nom.